# Londoner Protokolle zu Griechenland
Die Londoner Protokolle zu Griechenland befassen sich mit der Schaffung eines hellenischen Staates. Im ersten Londoner Protokoll vom 22. März 1829 wurden in einem Papier dreier europäischer Großmächte die Grenzen des neuen Staates Griechenland festgelegt. In den Jahren 1830 und 1832 wurden in weiteren Protokollen Modifizierungen der gemeinsamen Vereinbarungen, auch nach Abstimmungen mit dem Osmanischen Reich, getroffen.

## Vorgeschichte
Nach Ausbruch der Griechischen Revolution mussten sich die Großmächte mit der Situation auf dem südlichen Balkan befassen. Stand die Heilige Allianz dem Freiheitsdrang der Griechen ursprünglich ablehnend gegenüber, änderte sich die Haltung von Großbritannien, Frankreich und Russland nach geraumer Zeit. Das erfolgreiche Eingreifen ägyptischer Hilfstruppen unter Muhammad Ali Pascha auf dem Balkan und zur See zugunsten des Osmanischen Reichs ließ eine Unterdrückung des Aufstandes wahrscheinlich werden. Großmachtinteressen, aber auch bekannt gewordene Kriegsgräuel führten zu einem Stimmungsumschwung in Europa, und Philhellenen wie etwa Lord Byron unterstützten die Griechen in ihrem Kampf um einen eigenen Staat.
Am 6. Juli 1827 einigten sich Großbritannien, Frankreich und Russland im Londoner Vertrag auf eine Intervention zugunsten der griechischen Revolutionäre und baten um einen Waffenstillstand, was von osmanischer Seite abgelehnt wurde. Die folgende Seeschlacht bei Navarino am 20. Oktober 1827 setzte die Flotte des Osmanischen Reiches so gut wie außer Gefecht. Der Sultan war außerdem gezwungen, das Gros seiner Armeeeinheiten aus Griechenland abzuziehen, weil durch den ausgebrochenen Russisch-Türkischen Krieg die Russen im Jahr 1828 auf dem Landweg nach Konstantinopel vordrangen. Eine sich allmählich abzeichnende Niederlage der türkischen Seite führte zu Überlegungen der Alliierten, wie es in der Region weitergehen sollte.

## Protokoll von 1829
Die Vertreter von Großbritannien, Russland und Frankreich – Außenminister George Hamilton-Gordon, 4. Earl of Aberdeen, Gesandter Christoph von Lieven und Jules de Polignac – unterzeichneten am 22. März 1829 das Londoner Protokoll mit den Gesprächsergebnissen. Die Regionen Zentralgriechenland, des Peloponnes und der Kykladen wurden zum selbstständigen Staat Griechenland erklärt. Seine Grenze sollte danach vom Golf von Arta im Westen bis zum Golf von Volos im Osten verlaufen. Für den neuen Staat war eine jährliche Tributzahlung von 1,5 Millionen türkischen Piastern an den Sultan geplant, unter dessen Suzeränität er bleiben sollte. Ein christlicher Fürst sollte Griechenland vom Sultan als Lehen erhalten und die erste Wahl des Herrschers von den drei Mächten und der Hohen Pforte gemeinsam geschehen.

## Weiterer Verlauf
Der griechische Präsident Ioannis Kapodistrias weigerte sich jedoch, der Aufforderung, alle griechischen Blockaden außer dem Bereich von Morea und den Kykladen aufzuheben und die griechischen Korps aus Livadien, Epirus und Attika zurückzuziehen, nachzukommen. Das militärische Vordringen der Russen bis Adrianopel kam den Griechen zu Hilfe und änderte unversehens die Sachlage. Russland nahm auf britische Bedenken einer Schwächung der Pforte keine Rücksicht und zwang das Osmanische Reich im  Frieden von Adrianopel am 14. September 1829, im Voraus die Zustimmung zur Änderung des Londoner Vertrags zu erteilen. Die künftige Unabhängigkeit Griechenlands erkannte der unterlegene Kriegsgegner faktisch an.

## Protokoll von 1830
Im Londoner Protokoll vom 3. Februar 1830 wurden die Bestimmungen dahin abgeändert, dass Griechenland einen vollständig unabhängigen und tributfreien Staat unter einem eigenen König bilden sollte. Als seine Nordgrenze wurde eine westlich vom Ausfluss des Aspropotamos über Vrachori bis zum Golf von Malia laufende Linie bestimmt; auch Euböa, die Kykladen und die Insel Skyros sollten zu Griechenland gehören. Ferner wurde die Krone Griechenlands Prinz Leopold von Sachsen-Coburg angetragen, der jedoch auf die Krone verzichtete und stattdessen König der Belgier wurde.

## Protokoll von 1832

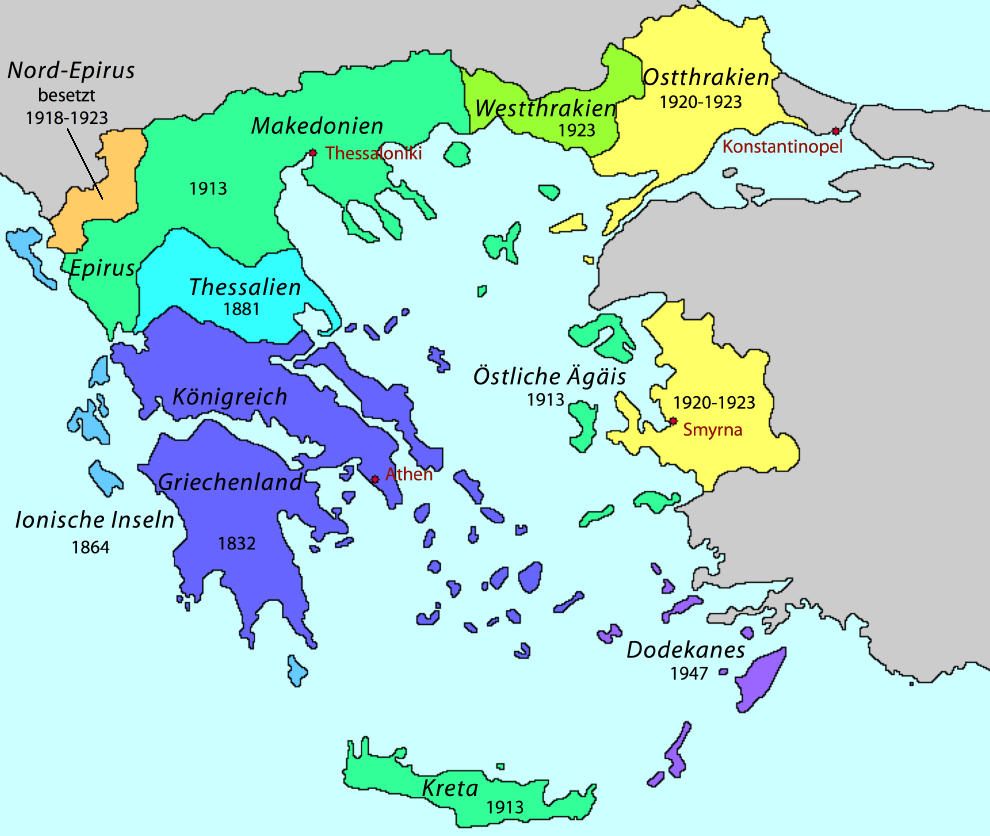
Königreich Griechenland 1832 (dunkelblau)

Die Gebietsfestlegungen wurden wenige Monate später, im Londoner Protokoll vom 18. Augustjul. / 30. August 1832greg., erneut von den drei Schutzmächten konkretisiert. Zum neuen Staat Griechenland gehörten nunmehr die Halbinsel Peloponnes und einige wenige ihr naheliegende Inseln, das Festland südlich vom Golf von Arta bis zum Golf von Volos, die Insel Euböa, die Kykladen und die Nördlichen Sporaden.
Der Hoheit des Osmanischen Reiches unterstanden Thessalien, Epirus, Makedonien, Kreta und die meisten Inseln.

## Quelle
- Griechenland. In: Meyers Konversations-Lexikon. 4. Auflage. Band 07, Verlag des Bibliographischen Instituts, Leipzig/Wien 1885–1892,  S. 713.